# نيل فاغنر (لاعب كرة قاعدة)
نيل فاغنر (بالإنجليزية: Neil Wagner)‏ هو لاعب كرة قاعدة أمريكي، ولد في 1984 في منيابولس في الولايات المتحدة.

## وصلات خارجية
- نيل فاغنر على موقع دوري كرة القاعدة الرئيسي (الإنجليزية)
- نيل فاغنر على موقع الدوري الياباني لكرة القاعدة (الإنجليزية)
- نيل فاغنر على موقعبيزبول رفرنس.كوم (الدوري الرئيسي) (الإنجليزية)
- نيل فاغنر على موقعبيزبول رفرنس.كوم (الدوري الثانوي) (الإنجليزية)
- نيل فاغنر على موقع إي إس بي إن.كوم (أم.أل.بي) (الإنجليزية)
- نيل فاغنر على موقع مشجعي الرسوم البيانية (الإنجليزية)